# Компактвэн
Компактвэн — термин, использующийся в Европе для обозначения минивэна, построенного на базе автомобиля компакт-класса. В Японии подобные автомобили называют MPV.
Первым компактвэном стал Renault Scénic, признанный Европейским автомобилем года в 1997 году. Позднее появились Opel Zafira, Citroën Xsara Picasso, Ford Focus C-MAX, Volkswagen Touran и другие.

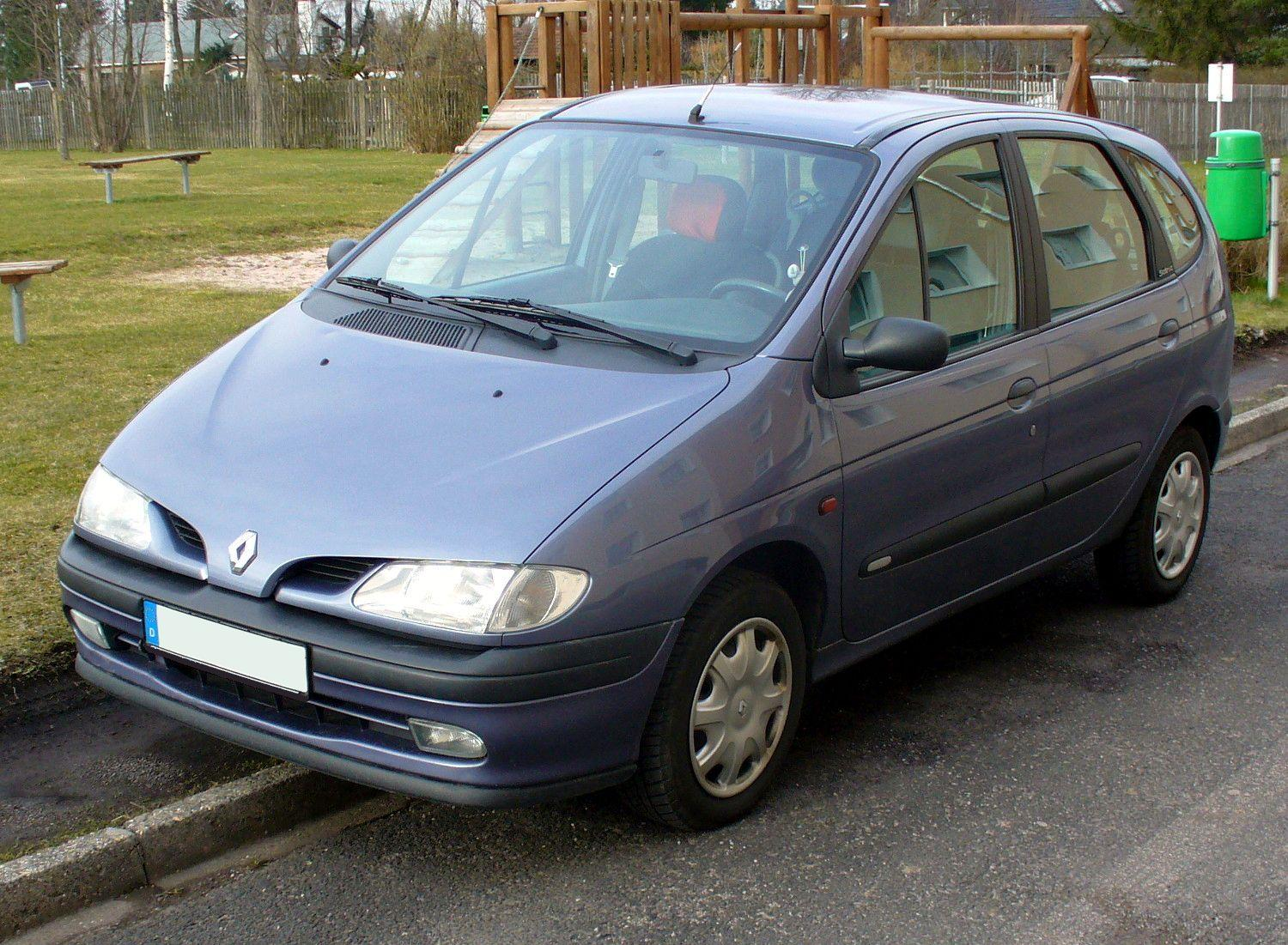
Renault Scénic — первый компактвэн

## Количество мест
Компактвэны могут быть классифицированы по количеству мест. Существуют шестиместные компактвэны, в которых три сиденья расположены спереди и три сзади (например Fiat Multipla и Honda FR-V). Пяти и семиместные компактвэны имеют более традиционную конфигурацию — в первом и (если есть) третьем ряду по два места, а во втором три. Два задних сиденья семиместных компактвэнов обычно меньше чем другие и предназначены для детей, либо поездок на небольшие расстояния. В некоторых автомобилях эти сиденья имеют ограничения по весу (меньше, чем вес взрослого человека).
Некоторые производители предлагают третий ряд сидений в качестве опции или выводят на рынок две модели, пятиместную и удлинённую версию с увеличенным количеством мест (например Renault Grand Scénic и Citroën Grand C4 Picasso).